# Delphyre monotona
Delphyre monotona là một loài bướm đêm thuộc phân họ Arctiinae, họ Erebidae.